# Hans-Jürgen von Arnim

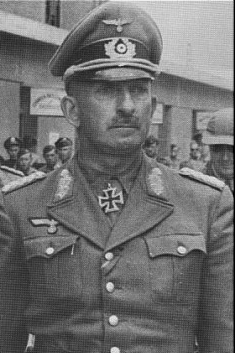
Generaloberst von Arnim im Mai 1943

Hans-Jürgen Theodor von Arnim (* 4. April 1889 in Ernsdorf; † 1. September 1962 in Bad Wildungen) war ein deutscher Heeresoffizier (ab 1942 Generaloberst) und während des Zweiten Weltkrieges Divisions-, Korps- und Armeekommandeur.

## Leben

### Familie

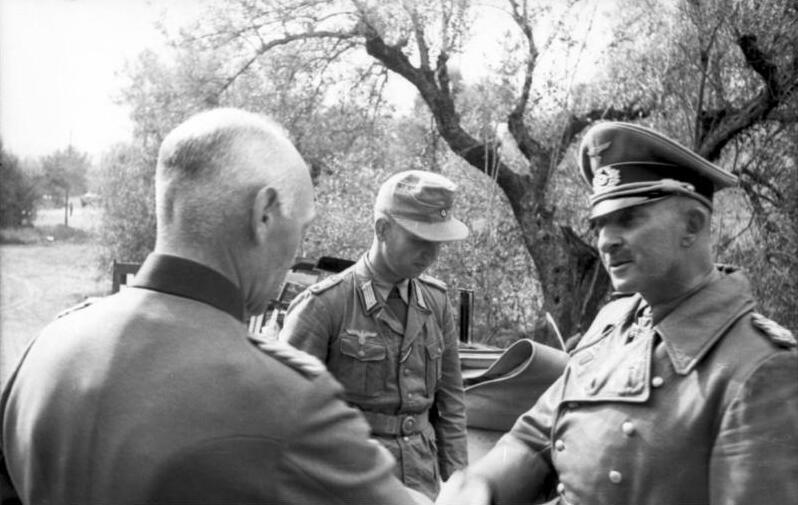
Hans-Jürgen von Arnim (rechts) mit General von Vaerst, Mai 1943

Hans-Jürgen von Arnim entstammte dem alten märkischen Adelsgeschlecht Arnim, das im 16. Jahrhundert auf Schlössern in der Uckermark ansässig war. Seine Eltern waren der preußische Generalmajor Hans von Arnim (1861–1931) und dessen Ehefrau Martha, geborene Honrichs (1865–1953).
Arnim heiratete am 26. März 1917 in Berlin Annemarie von Dechend (1895–1982), die Tochter des preußischen Oberstleutnants Max von Dechend und der Marianne Koch.

### Kaiserreich und Erster Weltkrieg
Arnim trat Anfang April 1908 als Fahnenjunker in das 4. Garde-Regiment zu Fuß der Preußischen Armee ein und avancierte nach dem Besuch der Kriegsschule in Danzig am 19. August 1909 mit Patent vom 17. August 1907 zum Leutnant. Als solcher war er ab Oktober 1913 Adjutant des I. Bataillons. Mit Ausbruch des Ersten Weltkriegs kam Arnim in gleicher Eigenschaft in das Reserve-Infanterie-Regiment Nr. 93, dass gemäß Mobilmachungsplan aus Teilen seines bisherigen Verbandes gebildet wurde und zur neu aufgestellten 1. Garde-Reserve-Division trat. Während der Eroberung von Namur wurde er verwundet und kehrte nach einem Lazarettaufenthalt Mitte September 1914 zu seinem zwischenzeitlich an die Ostfront verlegten Regiment zurück. Hier war Arnim zeitweise stellvertretender Regimentsadjutant sowie nach seiner Beförderung zum Oberleutnant Kompanieführer. Nachdem das Regiment (es gehörte seit Mai 1915 zur 4. Garde-Infanterie-Division) im Oktober 1915 wieder an die Westfront verlegt worden war, wurde Arnim während der Stellungskämpfe in Flandern im Juli 1916 ein weiteres Mal verwundet. Drei Monate später kehrte er nach dem Lazarettaufenthalt zum Regiment ins Feld zurück und wurde als Ordonnanzoffizier zum Stab der 4. Garde-Infanterie-Division kommandiert. Anfang Januar 1917 folgte in dieser Eigenschaft seine Versetzung in den Divisionsstab und am 27. Januar 1917 die Beförderung zum Hauptmann. Für zweieinhalb Monate war er als Hilfsoffizier beim Generalkommando des Garde-Reserve-Korps tätig, bis Arnim am 4. Juli 1917 zum Adjutanten der 4. Garde-Infanterie-Division ernannt wurde. Zugleich war er bis Kriegsende mehrfach als Bataillonsführer zum Reserve-Infanterie-Regiment Nr. 93 kommandiert.
Ausgezeichnet mit beiden Klassen des Eisernen Kreuzes, dem Ritterkreuz des Königlichen Hausordens von Hohenzollern mit Schwertern, dem Hamburger Hanseatenkreuz sowie dem Verwundetenabzeichen in Silber, wurde Arnim nach Kriegsende und Demobilisierung als Kompaniechef im Reichswehr-Infanterie-Regiment 29 in die Vorläufige Reichswehr übernommen.

### Weimarer Republik und erste Jahre im „Dritten Reich“
Am 1. Oktober 1920 wurde er zum Kompaniechef im Infanterie-Regiment 5 in Angermünde ernannt und erhielt ab dem 1. Oktober 1921 eine einjährige Führergehilfenausbildung im Stab der 2. Division. Arnim wechselte dann zum Stab des Gruppenkommandos 2 nach Kassel und am 1. Oktober 1924 in das Truppenamt des Reichswehrministeriums nach Berlin. Nach einem Wechsel zum Stab des Gruppenkommandos 1 am 1. Oktober 1925 kam er am 1. Dezember 1926 zum Stab der 7. Division nach München, wo er am 1. April 1928 zum Major befördert wurde. Zugleich war er zur Ausbildung bei der 7. (Bayerische) Kraftfahrzeug-Abteilung kommandiert.
Am 1. Oktober 1929 wechselte er zum Stab des Artillerieführers VII, wurde dort am 1. April 1932 zum Oberstleutnant befördert und erhielt am 1. Oktober 1932 die Ernennung zum Kommandeur des I. Bataillons im 2. Infanterie-Regiment. Von dort wechselte Arnim am 15. März 1934 als Erster Generalstabsoffizier (Ia) in den Stab des Artillerieführers VI, der auch als Division „Bremen“ bezeichnet wurde, wo er am 1. Juli 1934 zum Oberst befördert wurde. Am 1. Januar 1938 wurde er zum Generalmajor befördert.

### Zweiter Weltkrieg
Am 8. September 1939 wurde er zum Kommandeur der 52. Infanterie-Division ernannt. Am 1. Dezember 1939 erfolgte die Beförderung zum Generalleutnant. Mit seiner Division nahm er 1940 am Westfeldzug teil. Seit dem 5. Oktober 1940 war Arnim Kommandeur der 27. Infanterie-Division, die wenig später zur 17. Panzer-Division umgegliedert wurde.
Kurz nach Beginn des Angriffs auf die Sowjetunion, bei dem seine Division im Rahmen der Panzergruppe 2 der Heeresgruppe Mitte eingesetzt wurde, wurde Arnim am 28. Juni 1941 bei Stolpce in Weißrussland verwundet, worauf ein längerer Lazarettaufenthalt in Deutschland folgte. Nachdem er am 4. September das Ritterkreuz des Eisernen Kreuzes erhalten hatte, übernahm er ab Mitte September wieder das Kommando über die Division. Während der folgenden Doppelschlacht bei Wjasma und Brjansk gelang dem Verband im Oktober die handstreichartige Eroberung von Brjansk, worauf ein Vorstoß auf Tula erfolgte. Die 17. Panzer-Division unter Arnims Führung war die einzige Division der Wehrmacht, von der zweifelsfrei nachgewiesen ist, dass sie den berüchtigten Kommissarbefehl nicht durchgeführt hat.

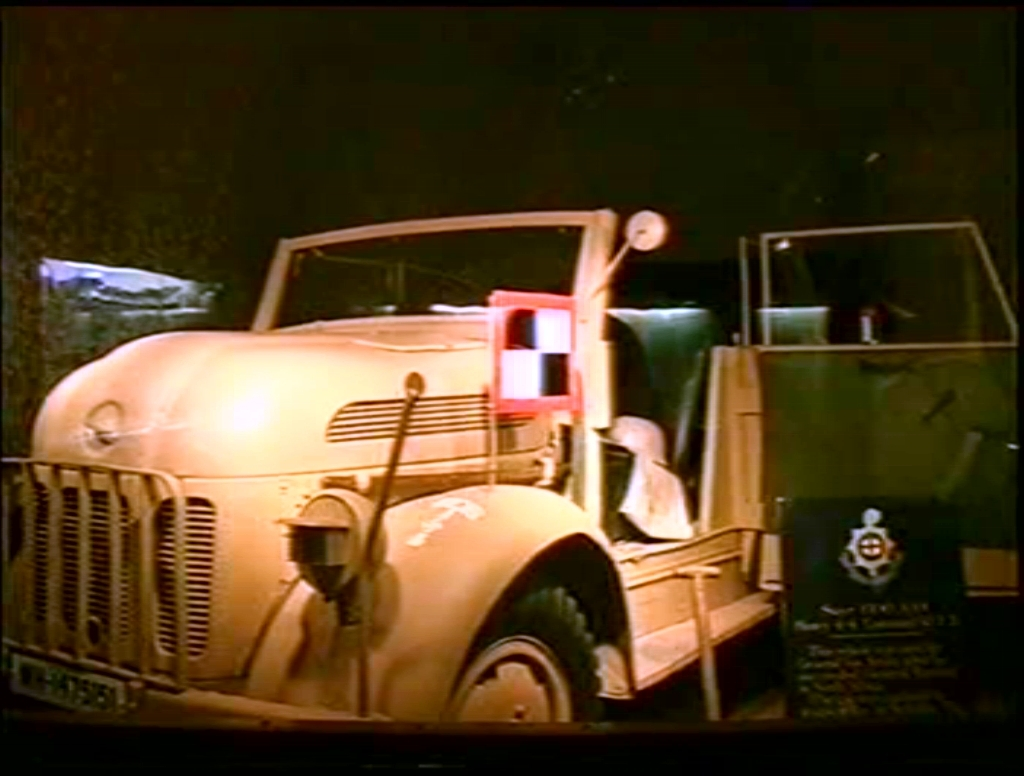
Der 1943 bei der Heeresgruppe Afrika erbeutete Stabswagen Arnims: ein Steyr 1500A im Museum der Festung Eastbourne (Eastbourne Redoubt)

Am 11. November 1941 wurde Arnim mit der Führung des bei Tichwin im Rahmen der Heeresgruppe Nord eingesetzten XXXIX. Armeekorps (mot.) (1942 umbenannt in XXXIX. Panzerkorps) beauftragt. Unter schweren sowjetischen Angriffen während der Schlacht um Tichwin musste sich sein Korps im Dezember zum Wolchow zurückziehen. Am 17. Dezember erfolgte Arnims Beförderung zum General der Panzertruppe. Im Mai 1942 gelang seinem Korps nach mehreren erfolglosen Versuchen der Entsatz des Kessels von Cholm. Es folgte die Unterstellung des Korps unter die 9. Armee, die in schweren Abwehrkämpfen in der Schlacht von Rschew stand. Am 13. Dezember 1942 wurde er vom Oberbefehlshaber der 9. Armee, Generaloberst Walter Model, so beurteilt:

„In Abwehrschlachten voll bewährter Kommandierender General. Energisch und verantwortungsfreudig. Setzte sich bedingungslos ein und zeigte auch in Krisenlagen unerschütterlich zuversichtliche Haltung. Lebt und führt im Sinne der nationalsozialistischen Weltanschauung.“

Mit der Beförderung zum Generaloberst am 3. Dezember 1942 wurde er zum Oberbefehlshaber der in Tunesien aufgestellten 5. Panzerarmee ernannt. Mit dieser gelangen ihm mehrere Abwehrerfolge während der Schlacht um Tunesien. Nach der Abberufung Erwin Rommels wurde er am 9. März 1943 dessen Nachfolger als Oberbefehlshaber der Heeresgruppe Afrika. Am 13. Mai 1943 ging er mit dem Stab der Heeresgruppe Afrika bei Tunis in britische Kriegsgefangenschaft und wurde mit seinem Adjutanten Oberleutnant Erdmann von Glasow in das britische Kriegsgefangenenlager Trent Park gebracht.

### Kriegsgefangenschaft

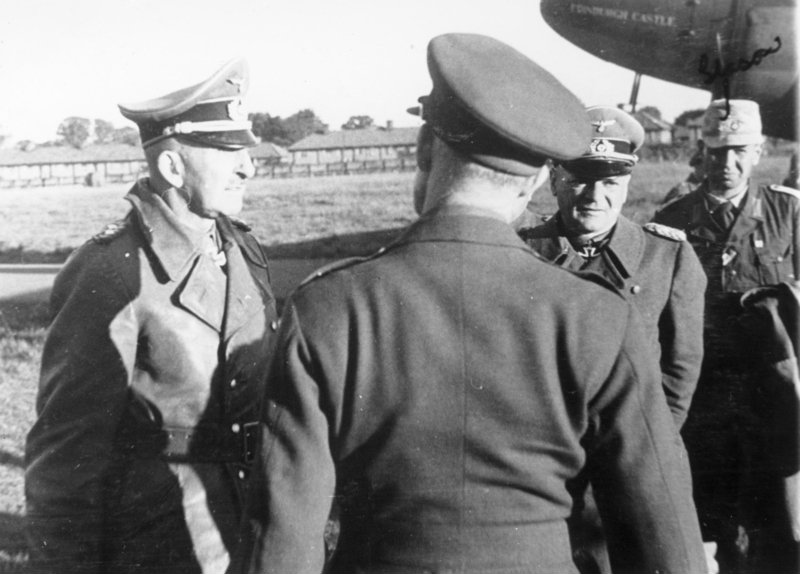
Generaloberst Hans-Jürgen von Arnim (links) und General der Panzertruppe Hans Cramer (Mitte) bei ihrer Ankunft in England, 16. Mai 1943

Nach Generalfeldmarschall Friedrich Paulus war Hans-Jürgen von Arnim bis zum Kriegsende der ranghöchste deutsche Soldat in alliiertem Gewahrsam. Vom 16. Mai 1943 bis zum 16. Juni 1944 war er zunächst Lagerältester im englischen Generalslager Trent Park. Es gelang ihm jedoch nicht, den dort schwelenden Streit zwischen den Nazigegnern um Wilhelm Ritter von Thoma und den hitlertreuen Offizieren um Ludwig Crüwell zu beenden, da er „nicht das notwendige Charisma besaß, um zwischen den verschiedenen Meinungen zu schlichten“. Er lavierte vielmehr „zwischen den beiden Gruppen im Lager hin und her, ohne klar Partei zu beziehen“ – möglicherweise weil er glaubte, aufgrund seiner Stellung das NS-Regime nach außen verteidigen zu müssen, ohne innerlich noch von ihm überzeugt zu sein.
1944 wurde Arnim mit einer Gruppe anderer Generale und mit seinem Adjutanten in die Vereinigten Staaten in das Generalslager Camp Clinton, Mississippi, verlegt. Auch dort blieb sein Verhalten als Lagerführer ambivalent: einerseits ließ er den wegen seiner Kapitulation vor den alliierten Truppen von nazitreuen Offizieren angefeindeten Generalmajor Botho Henning Elster, der später von einem NS-Kriegsgericht in Abwesenheit zum Tode verurteilt wurde, durch einen „Ehrenrat“ von allen Verdächtigungen wegen Defätismus und Feigheit freisprechen, andererseits kritisierte er Elster schriftlich wegen seiner Verweigerung des „Deutschen Grußes“ und seiner öffentlich geäußerten Zweifel am „Endsieg“.
Im Gegensatz zu Offizieren niedrigeren Ranges, die sich mit kleinen Wohnungen begnügen mussten, lebte er in einem eigenen Haus und wurde mit einem Auto und einem Fahrer ausgestattet.
Am 1. Juli 1947 wurde von Arnim aus der Kriegsgefangenschaft entlassen und nach Deutschland repatriiert.